# Dragoslav Srejović
Dragoslav Srejović (en serbe cyrillique : Драгослав Срејовић), né le 8 octobre 1931 à Kragujevac et mort le 29 novembre 1996 à Belgrade, est un archéologue et préhistorien serbe, spécialiste du Néolithique en Yougoslavie.

## Biographie
Dragoslav Srejović fait ses études élémentaires et secondaires dans sa ville natale puis entre à la Faculté de philosophie de l'université de Belgrade, dans le département d'archéologie, et en sort diplômé en 1954. En 1958, il y devient professeur adjoint. Sa thèse de doctorat porte sur Les statuettes anthropomorphes du Néolithique et du Chalcolithique en Yougoslavie (1964). Il devient professeur assistant en archéologie préhistorique en 1965 et titulaire en 1970.
Dragoslav Srejović meurt à Belgrade le 29 novembre 1996 et est enterré dans sa ville natale de Kragujevac.

## Travaux
Dragoslav Srejović a effectué des fouilles sur 67 sites préhistoriques et historiques en Serbie, en Bosnie-Herzégovine et au Monténégro. On peut citer ceux de Duklja, Srebrenica, Lepenski Vir, Vlasac, Divostin, Gamzigrad, Šarkamen. On lui doit plus de 200 communications, en Yougoslavie comme à l'étranger.

## Organismes et associations
En 1974, Dragoslav Srejović est élu membre associé de l'Académie serbe des sciences et des arts, puis membre de plein droit en 1983. En 1989, il devient directeur de la Galerie de l'académie et, en 1994, vice-président de l'Académie elle-même. Il est également membre correspondant de l'Institut archéologique allemand.

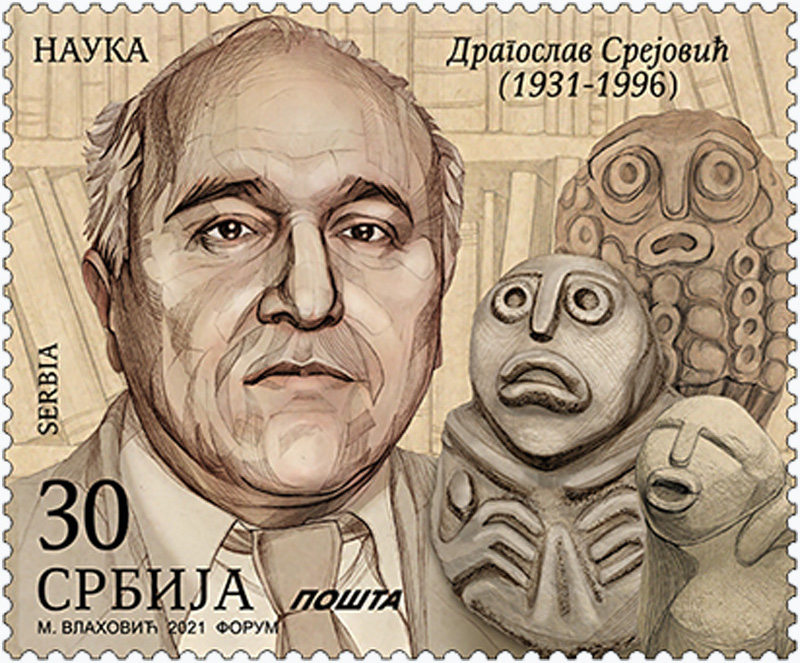
Timbre commémoratif

## Honneurs et récompenses
En 1970, Dragoslav Srejović reçoit le Prix d'octobre de la Ville de Belgrade pour son ouvrage sur Lepenski Vir.
Une rue de la capitale serbe porte son nom, dans la municipalité de Palilula. Une fondation de l'Académie serbe des sciences et des arts porte son nom.

## Publications
Parmi ses principaux ouvrages, on peut citer :
- Praistorija, 1967
- Lepenski Vir – Nova praistorijska kultura u Podunavlju, 1969
- Europe's First Monumental Sculpture : New Discoveries at Lepenski Vir, Londres, 1972
- Muzeju Jugoslavije, 1973
- Lepenski Vir – Eine vorgeschichtliche Geburtssatte europaischer Kultur, Bergisch-Gladbach, 1973
- Vlasac – Mezolitsko naselje u Đerdapu, 1978
- Rečnik grčke i rimske mitologije, avec A. Cermanović, 1979, 1987, 1989, 1992)
- Umetnost Lepenskog Vira, avec Lj. Babović, 1983
- Musei della Iugoslavia, Milan, 1983
- Rimska skulptura u Srbiji, avec A. Cermanović, 1987
- Leksikon religija i mitova drevne Evrope, avec A. Cermanović, 1992, 1996
- Imperial Mausolea and Consecration Memorials in Felix Romuliana (Gamzigrad, istočna Srbija), avec Č. Vasić, 1994
- Prazno polje, 1996
- Illiri e Traci, Milan, 1996
- Arheološki leksikon, 1997
- Ogledi o drevnoj umetnosti, 1998.

Parmi ses autres livres, on peut citer : 
- Divostin and the Neolithic of Central Serbia, avec A. McPherron, Pittsburg, 1988
- The Neolithic of Serbia, 1988
- Vinča and its World, 1990
- Arheologija i prirodne nauke, 1992
- Rimski gradovi i palate u Srbiji, 1993
- Roman Imperial Towns and Palaces in Serbia, 1993
- The Age of Tetrarchs, 1995.

### Disponible en français
- Illyriens et Thraces, Edisud, 1997  (ISBN 978-2857449003)